# Dendrobium straussianum
Dendrobium straussianum är en orkidéart som beskrevs av Rudolf Schlechter. Dendrobium straussianum ingår i släktet Dendrobium, och familjen orkidéer. Inga underarter finns listade i Catalogue of Life.